# Хемет (Калифорния)
Хемет — город в долине Сан-Джасинто, в округе Риверсайд, штат Калифорния, США.

## География и климат
Город Хемет расположен на юго-западе округа Риверсайд, в долине Сан-Джасинто в 130 км к югу от центра Лос-Анджелеса.
Общая площадь города 72,124 км², вся поверхность — суша. К югу от города есть рукотворное озеро Даймонд-Валли
| Показатель                    | Янв. | Фев. | Март | Апр. | Май  | Июнь | Июль | Авг. | Сен. | Окт. | Нояб. | Дек. | Год   |
| ----------------------------- | ---- | ---- | ---- | ---- | ---- | ---- | ---- | ---- | ---- | ---- | ----- | ---- | ----- |
| Средний суточный максимум, °C | 19   | 19   | 22   | 24   | 28   | 33   | 36   | 37   | 34   | 28   | 23    | 19   | 26,8  |
| Норма осадков, мм             | 68,3 | 70,9 | 48,8 | 20,3 | 10,2 | 2,3  | 4,6  | 8,3  | 8,1  | 15,5 | 22,9  | 44,2 | 320,3 |

## Демография
По данным переписи населения США 2010 года численность населения составляла 78657 человек. Плотность населения 1090,6 человек на квадратный км. Расовый состав: 67,7 % белые, 3 % азиаты, 6,4 % чернокожие, 1,6 % коренных американцев, 0,4 % гавайцы и выходцы с тихоокеанских островов, 15,7 % другие расы, 5,2 % потомки двух и более рас.
По данным переписи населения США 2000 года медианный доход на одно домашнее хозяйство в городе составлял $34974, доход на семью $41559. У мужчин средний доход $40719, а у женщин $30816. Средний доход на душу населения $19046. 14,5 % семей или 17,2 % населения находились ниже порога бедности, в том числе 24,5 % молодёжи младше 18 лет и 9,1 % взрослых в возрасте старше 65 лет.